# آثار التفاوت الاقتصادي

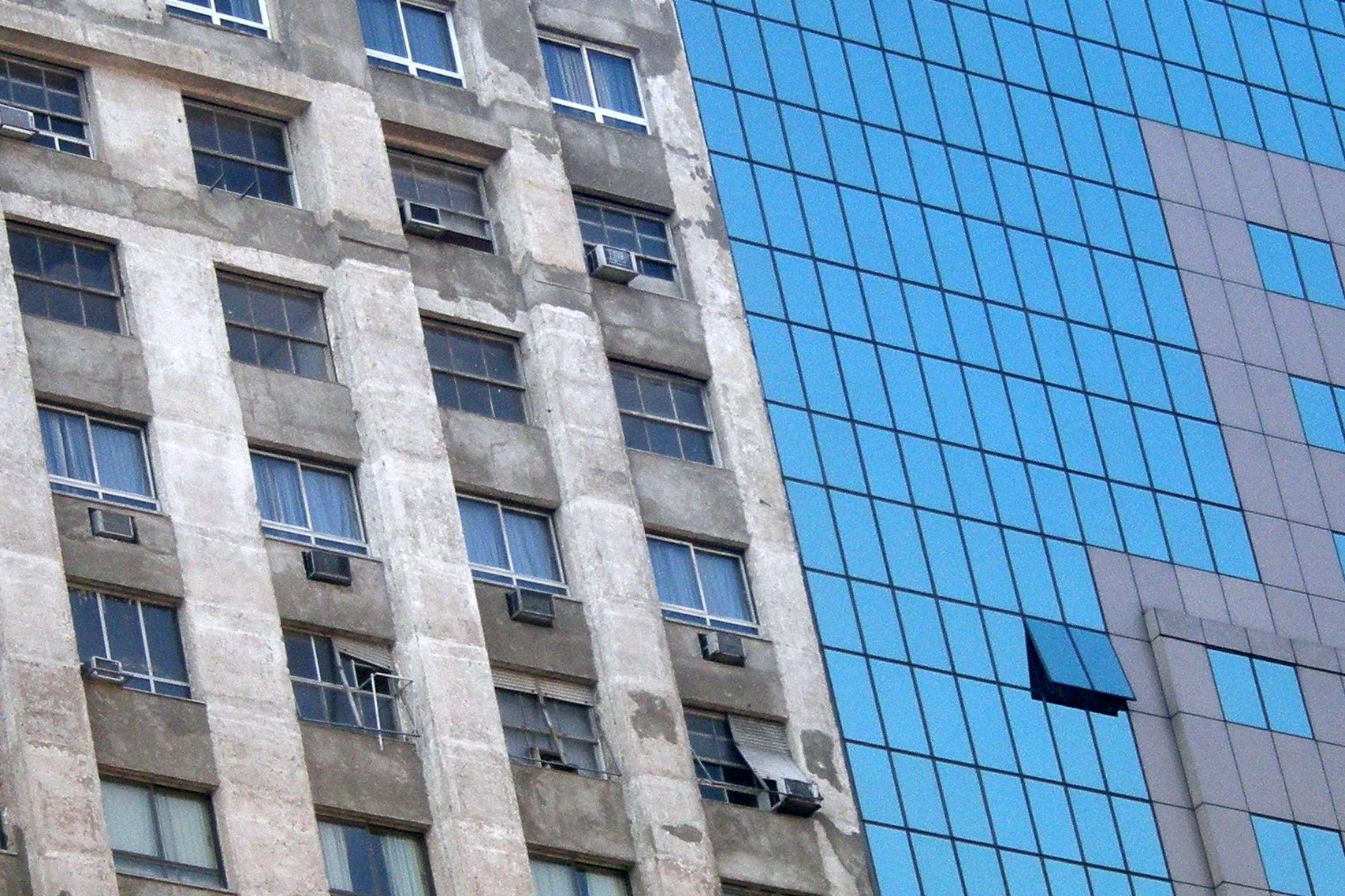
مبنيان متجاوران في ريو دي جانيرو يظهران التفاوت الاقتصادي

تشمل آثار عدم المساواة التي وجدها الباحثون معدلات أعلى للمشاكل الصحية والاجتماعية، ومعدلات أخفض للسلع الاجتماعية، ومستوىً أخفض من الرضا والسعادة على مستوى السكان، وحتى مستوى أخفض للنمو الاقتصادي عندما يهمَل رأس المال البشري من أجل الاستهلاك الراقي. بالنسبة لأكبر 21 دولة صناعية، مع إحصاء كل شخص على وجه المساواة، يكون متوسط العمر المتوقع أقل في البلدان الأكثر تفاوتًا (بمعامل ارتباط آر = -.907). توجد علاقة مماثلة ضمن الولايات الأمريكية (بمعامل ارتباط آر = -.620).
قال روبرت جاي شيلر، الحائز على جائزة نوبل في الاقتصاد لعام 2013، إن تزايد عدم المساواة في الولايات المتحدة وغيرها من الأماكن هو المشكلة الأكثر أهمية.
لقد لعب التدرج الاقتصادي في المجتمع بتقسيمه إلى «صفوة القوم» و«عامة الناس» دورًا محوريًا في انهيار حضارات أخرى متقدمة مثل الإمبراطورية الرومانية وسلالة هان وإمبراطورية جوبتا.

## الصحة

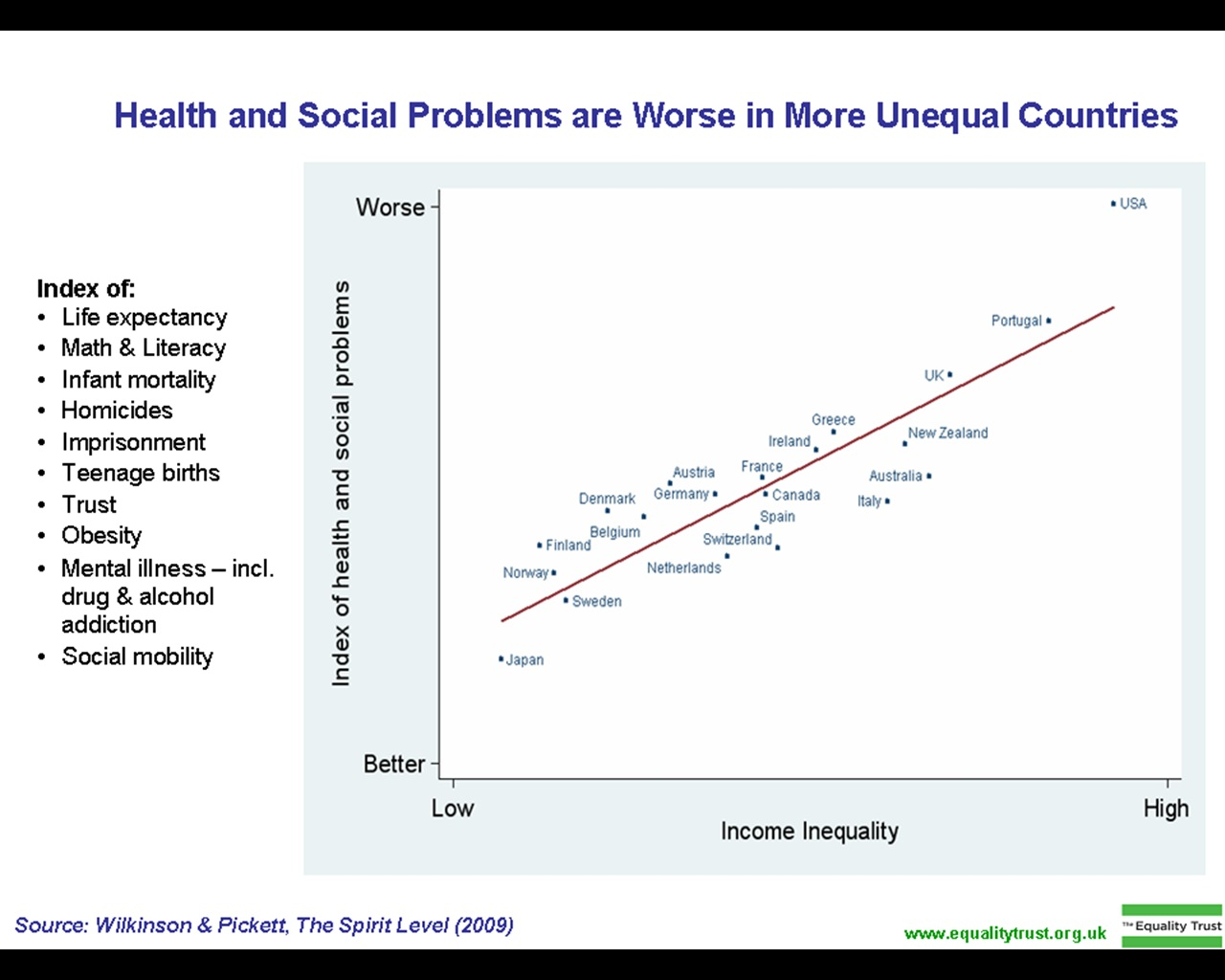
المشاكل الصحية والاجتماعية أسوأ في البلدان التي تعاني من التفاوت الاقتصادي

وجد الباحثان البريطانيان ريتشارد ج. ويلكينسون وكيت بيكيت معدلات أعلى من المشاكل الصحية والاجتماعية (كالسمنة، والأمراض العقلية، والقتل، والولادات في سن المراهقة، والسجن، وصراع الأطفال، وتعاطي المخدرات)، ومعدلات أخفض من السلع الاجتماعية (متوسط العمر المتوقع حسب الدولة، والأداء التعليمي، والثقة بين الغرباء، ووضع المرأة، والحراك الاجتماعي، وحتى أعداد براءات الاختراع المُصدرة) في البلدان والولايات التي تعاني من التفاوت بشكل أكبر. باستخدام إحصائيات من 23 دولة متقدمة و50 ولاية أمريكية، وجدوا مشاكل اجتماعية/صحية أقل في دول مثل اليابان وفنلندا وولايات مثل يوتا ونيو هامبشاير مع مستويات عالية من المساواة، من الدول (الولايات المتحدة والمملكة المتحدة) والولايات (ميسيسيبي ونيويورك) مع وجود اختلافات كبيرة في الدخل الأسرية.
بالنسبة لمعظم تاريخ البشرية، أدى ارتفاع مستويات المعيشة المادية -البطون الشّبِعَة والحصول على المياه النظيفة والدفء من الوقود- إلى صحة أفضل وحياة أطول. ما يزال هذا النمط المدعو (دخل أعلى فحياة أطول) قائمًا بين البلدان الأكثر فقرًا، إذ يزيد متوسط العمر المتوقع بسرعة مع زيادة نصيب الفرد من الدخل، لكنه تباطأ في العقود الأخيرة بين البلدان ذات الدخل المتوسط، وانتشر بين أغنى ثلاثين دولة في العالم. لم يعد الأمريكيون يعيشون أطول في المتوسط (حوالي 77 عامًا في عام 2004) مقارنة باليونانيين (78 عامًا) أو النيوزيلنديين (78 عامًا)، على الرغم من ارتفاع نصيب الفرد من إجمالي الناتج المحلي للولايات المتحدة. كان متوسط العمر المتوقع في السويد (80 عامًا) واليابان (82 عامًا) أطول، حيث وُزّع الدخل بشكل متساوٍ.
في السنوات الأخيرة، كانت الخاصية التي ارتبطت بقوة بالصحة في البلدان المتقدمة هي عدم المساواة في الدخل. بإنشاء مؤشر «المشاكل الصحية والاجتماعية» من تسعة عوامل، وجد الباحثان ريتشارد ويلكنسون وكيت بيكيت أن المشاكل الصحية والاجتماعية «أكثر شيوعًا في البلدان التي تعاني من تفاوت أكبر في الدخل»، وأكثر شيوعًا بين ولايات في الولايات المتحدة ذات تفاوت أكبر في الدخل. أكدت دراسات أخرى هذه العلاقة. يرتبط مؤشر اليونيسف حول «رفاهية الطفل في البلدان الغنية»، الذي يدرس 40 مؤشرًا في 22 دولة، بمزيد من المساواة لا بنصيب الفرد من الدخل.
يزعم بيكيت وويلكينسون أن عدم المساواة والتدرج الاجتماعي يؤديان إلى مستويات أعلى من الضغط النفسي والاجتماعي وحالات القلق والحصر النفسي التي يمكن أن تؤدي إلى الاكتئاب، والاعتماد على المواد الكيميائية، حياة أقل في المجتمع ومشاكل تربية الأطفال والأمراض المتعلقة بالتوتر.
في كتابهما، علم الأوبئة الاجتماعي، وجد إيشيرو كاواتشي وإس. في. سوبرامانيان أن الأفراد الفقراء لا يمكنهم ببساطة أن يعيشوا حياة صحية بنفس السهولة التي يعيش بها الأثرياء. إنهم غير قادرين على تأمين التغذية الكافية لعائلاتهم، ولا يستطيعون دفع فواتير الخدمات العامة للحفاظ على دفئهم خلال فصل الشتاء أو برودتهم أثناء موجات الحر، ويفتقرون إلى المساكن الكافية.
يرتبط عدم المساواة في الدخل القومي إيجابيًا بمعدل البلاد لانفصام الشخصية.
ارتبط الانخفاض الأخير بمتوسط العمر المتوقع في الولايات المتحدة بعدم المساواة الشديد.

## التماسك الاجتماعي
أظهر بحث وجود علاقة عكسية بين عدم المساواة في الدخل والتماسك الاجتماعي. في المجتمعات الأكثر مساواة، من المرجح أن يثق الناس في بعضهم أكثر. تقترح مقاييس رأس المال الاجتماعي (فوائد النوايا الحسنة، والزمالة، والتعاطف المتبادل، والترابط الاجتماعي بين المجموعات التي تشكل وحدات اجتماعية) قدرًا أعظم من المشاركة المجتمعية، ومعدلات قتل في انخفاض مستمر.
بمقارنة النتائج من السؤال «هل سيستفيد الآخرون منك إذا حصلوا على الفرصة؟» في الاستبيان الاجتماعي العام للولايات المتحدة والإحصائيات المتعلقة بعدم المساواة في الدخل، وجد إريك أوسلانر وميتشل براون أن هناك علاقة مترابطة كبيرة بين مقدار الثقة في المجتمع ومقدار المساواة في الدخل. وجد مقال نشره أندرسون وفيتنر عام 2008 أيضًا علاقة قوية بين التفاوت الاقتصادي داخل البلدان وعبرها والتسامح في 35 دولة ديمقراطية.

في دراستين أسس روبرت بوتنام الروابط بين رأس المال الاجتماعي والتفاوت الاقتصادي. ووجدت أهم دراساته هذه الروابط في كل من الولايات المتحدة وإيطاليا. تفسيره لهذه العلاقة هو:
المجتمع والمساواة يعززان بعضهما... تحرك رأس المال الاجتماعي وعدم المساواة الاقتصادية جنبًا إلى جنب معظم القرن العشرين. من ناحية توزيع الثروة والدخل، كانت أمريكا في الخمسينيات والستينيات أكثر مساواة مما كانت عليه في أكثر من قرن... كانت تلك العقود نفسها هي أيضًا النقطة العالية في الترابط الاجتماعي والمشاركة المدنية. وتزامنت مستويات قياسية في المساواة ورأس المال الاجتماعي. بالمقابل، كان الثلث الأخير من القرن العشرين فترة من عدم المساواة المتنامية وتآكل رأس المال الاجتماعي... توقيت الاتجاهين مدهش: في مكان ما في الفترة ما بين 1965-1970، عكست أمريكا مسارها وبدأت تقلل ارتباطها الاقتصادي والاجتماعي والسياسي.
حدّث ألبريكت لارسن هذا التفسير من خلال دراسة مقارنة لكيفية زيادة الثقة في الدنمارك والسويد في الجزء الأخير من القرن العشرين في حين انخفضت في الولايات المتحدة والمملكة المتحدة. يُقال إن مستويات التفاوت تؤثر على كيفية تخيل المواطنين لجدارة المواطنين الآخرين بالثقة. في هذا النموذج، لا تتعلق الثقة الاجتماعية بالعلاقات مع الأشخاص الذين تقابلهم (كما في نموذج بوتنام) ولكن تتعلق بالأشخاص الذين تتخيلهم.
زعم الاقتصادي جوزيف ستيغليتز بأن التفاوت الاقتصادي أدى إلى انعدام الثقة في الأعمال والحكومة.